# جون هيو (سياسي)
جون هيو (بالإنجليزية: John Howard Vaughan)‏ هو جندي ونقابي ومحامي ودبلوماسي وسياسي بريطاني وأسترالي (وحمل سابقاً جنسية المملكة المتحدة لبريطانيا العظمى وأيرلندا)، ولد في 14 نوفمبر 1879 في أستراليا، وتوفي في 21 أغسطس 1955 في أديلايد في أستراليا. حزبياً، نشط في حزب العمال الأسترالي (فرع جنوب أستراليا) ‏ ( – 1917) وNational Party (South Australia) ‏ (1917 – ). وقد انتخب Attorney-General of South Australia ‏ (3 أبريل 1915 – 14 يوليو 1917) وانتخب عضو مجلس جنوب أستراليا التشريعي عن دائرة Central District No. 1 (South Australian Legislative Council) ‏ وقد انضم خلال فترته النيابية (10 فبراير 1912 – 5 أبريل 1918)  للكتلة البرلمانية حزب العمال الأسترالي (فرع جنوب أستراليا) ‏.